# Бојна (Топољчани)
Бојна (слч. Bojná) насељено је мјесто са административним статусом сеоске општине (слч. obec) у округу Топољчани, у Њитранском крају, Словачка Република.

## Становништво
| Година:    | 1994. | 2004.   | 2014.   | 2024.   |
| ---------- | ----- | ------- | ------- | ------- |
| Број људи: | 2064  | 1933    | 2033    | 1957    |
| Разлика:   |       | -6,34 % | +5,17 % | -3,73 % |

| Година:    | 2023. | 2024.   |
| ---------- | ----- | ------- |
| Број људи: | 1967  | 1957    |
| Разлика:   |       | -0,50 % |

Према подацима о броју становника из 2011. године насеље је имало 2.010 становника.